# Alternanthera pycnantha
Alternanthera pycnantha là loài thực vật có hoa thuộc họ Dền. Loài này được (Benth.) Standl. mô tả khoa học đầu tiên năm 1930.